# Urubamba (fiume)
L'Urubamba (in spagnolo Río Urubamba) è un fiume del Perù. Corso d'acqua parzialmente navigabile del bacino dell'Amazzonia, sorge nelle Ande a sud-est di Cuzco nei pressi del confine con la regione di Puno, dove è chiamato río Vilcanota. Nella valle sacra, tra Písac e Ollantaytambo, è chiamato anche Wilcamayu ("fiume sacro"). Scorre verso nord-nord-ovest per 724 chilometri prima di confluire nel corso inferiore del fiume Apurìmac e formare il fiume Ucayali. Si divide in Alto Urubamba e Basso Urubamba; i due tratti sono separati da rapide al canyon Pongo de Mainique. John Walter Gregory, geologo britannico, annegò nel fiume il 2 giugno 1932 durante una spedizione nelle Ande.

## Descrizione

### Alto Urubamba
Il bacino dell'Alto Urubamba è molto popolato e l'acqua del fiume viene utilizzata per le coltivazioni. Lungo il suo corso si trovano alcune rovine dell'Impero inca compresa l'antica città di Machu Picchu.

### Basso Urubamba
Il Basso Urubamba (Bajo Urubamba) è relativamente poco sviluppato e dispone di una significativa popolazione indigena costituita dalle tribù Campa, principalmente Machiguenga (Matsigenka) e Asháninka. L'economia è basata sulla silvicoltura e sul vicino Camisea Gas Project. L'insediamento principale della regione è la città di Sepahua.
Questa parte del fiume venne mappata per la prima volta nel 1934 da Edward Kellog Strong III. Egli e due suoi amici di Palo Alto, California, Art Post e Gain Allan John, navigarono il fiume affrontando le pericolose rapide su canoe fornite dagli indigeni. Le mappe vennero realizzate su richiesta dei militari peruviani, quando vennero a conoscenza della spedizione organizzata dai tre ragazzi diciottenni.
Il lavoro fu consegnato ai militari quando i ragazzi arrivarono a Iquitos e rimase l'unica mappa del fiume fino a quando non venne mappata dai satelliti molti anni più tardi. I nomi e i luoghi riportati sulla mappa più recente derivano dalla mappa originale disegnata da Edward Strong.

## Galleria d'immagini

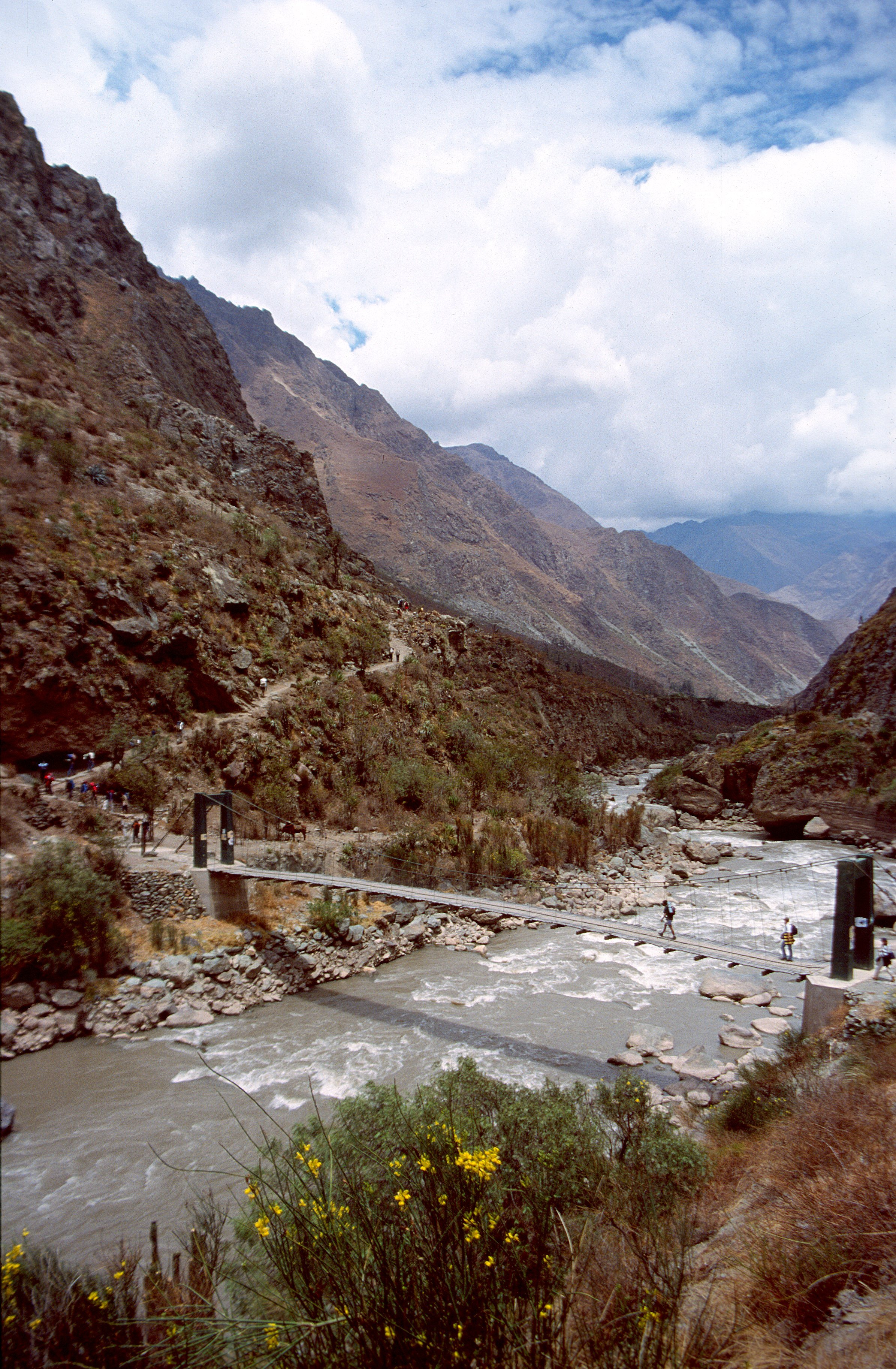
Inizio del sentiero Inca per Machu Picchu
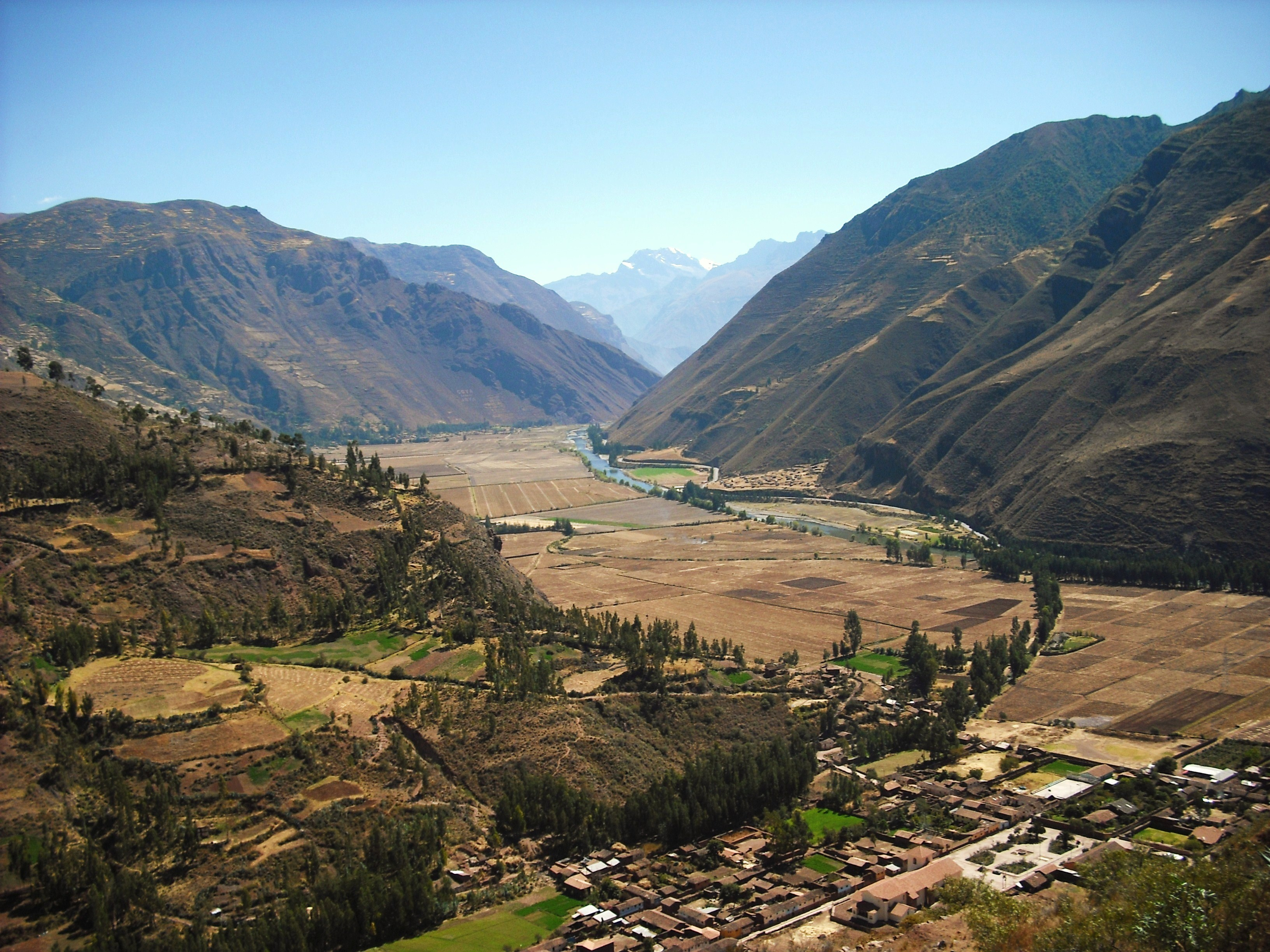
Valle Sacra
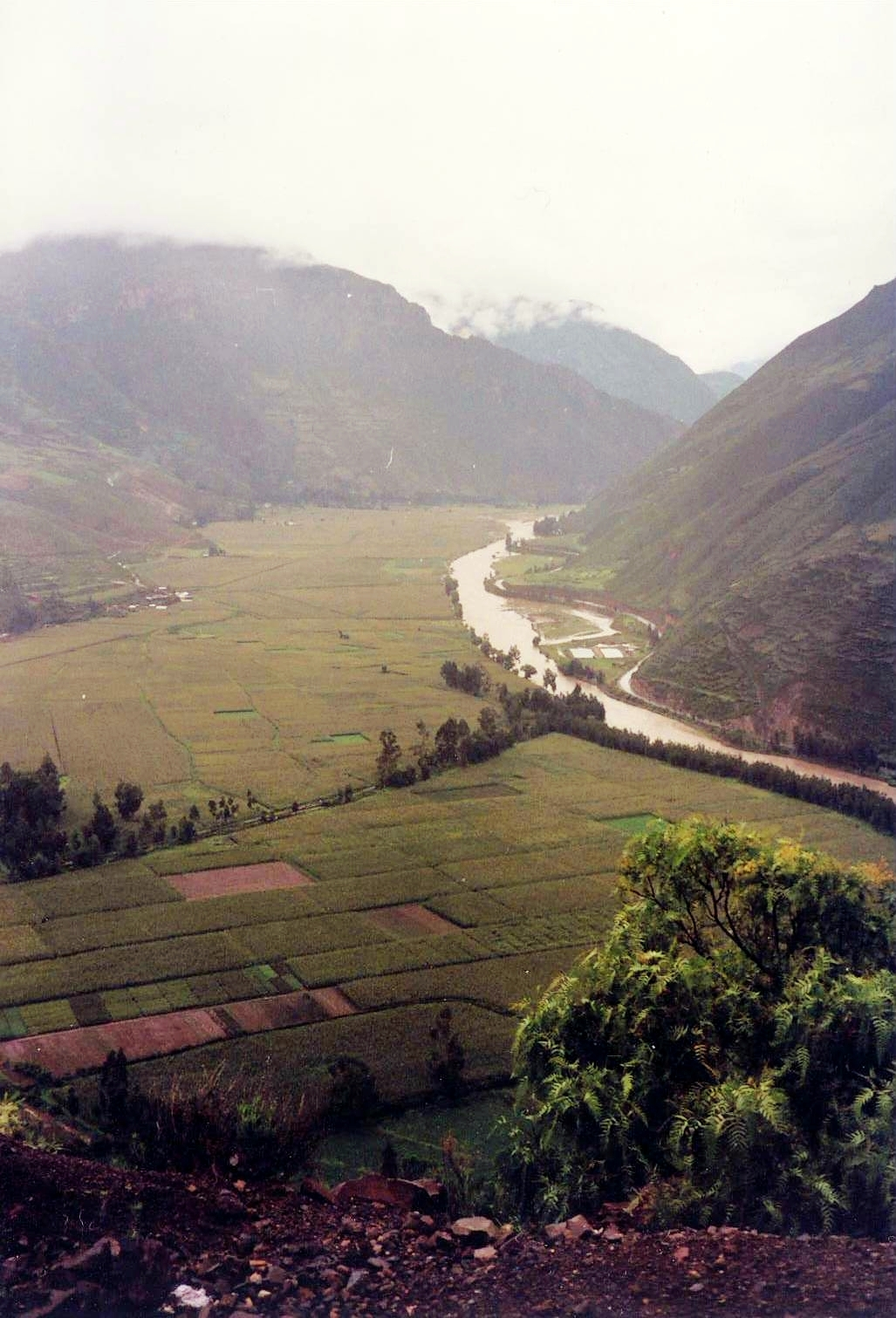
Valle Sacra